# Thottea hainanensis
Thottea hainanensis Franch. – gatunek rośliny z rodziny kokornakowatych (Aristolochiaceae Juss.). Występuje endemicznie w południowych Chinach – w prowincji Hajnan. 

## Morfologia
PokrójZimozielony półkrzew dorastający do 1 m wysokości. Gałęzie są silnie owłosione i mają brązowożółtawą barwę.
LiścieMają kształt od podłużnego do odwrotnie jajowatego. Mierzą 20–30 cm długości oraz 8–12 cm szerokości. Są nagie, pierzasto unerwione. Blaszka liściowa jest o zaokrąglonej nasadzie i spiczastym lub ostrym wierzchołku. Ogonek liściowy dorasta do 10 mm długości.
KwiatyRegularne, zebrane są w wierzchotki lub baldachogrona złożone z gron, osiągają do 3,5 cm długości. Okwiat ma dzwonkowaty kształt i czerwonopuruprową barwę, dorasta do 10 mm średnicy. Listków okwiatu jest 6, z ostro zakończonymi wierzchołkami. Podsadki mają lancetowaty kształt.
OwoceCzworoboczne torebki o długości 5 cm i szerokości 0,5 cm.

## Biologia i ekologia
Rośnie w gęstych lasach. Kwitnie od sierpnia do grudnia, natomiast owoce dojrzewają od lutego do kwietnia.